# ミネハハ郡
座標: 北緯43度41分 西経96度47分 / 北緯43.68度 西経96.79度
ミネハハ郡（英: Minnehaha County）は、アメリカ合衆国のサウスダコタ州にある郡。人口は19万7214人（2020年）で、同州最大である。郡庁所在地はスーフォールズ。周囲の3つの郡とスーフォールズ都市圏を形成している。
ミネハハとは先住民のスー族の言葉で滝（楽しげな音を立てる水）という意味である。

## 歴史
1870年の国勢調査時で、この郡の人口は355人だった。

## 地理
アメリカ合衆国国勢調査局によると、この郡は総面積2,107 km2 (814 mi2) である。このうち2,097 km2 (810 mi2)が陸地で、10 km2 (4 mi2) が川や湖などの水地域である。総面積のうちの0.49%が水地域となっている。また、郡内にはビッグスー川が流れている。

### 郡区
この郡は下記の24郡区から成る。
| - ブランドン (Brandon) - ベントン (Benton) - バッファロー (Buffalo) - バーク (Burk) - クリアレイク (Clear Lake) - デルラピッズ (Dell Rapids) - エジソン (Edison) - グランドメドウ (Grand Meadow) - ハートフォード (Hartford) - ハイランド (Highland) - ハンボルト (Humboldt) - ローガン (Logan) | - リオンズ (Lyons) - メイプルトン (Mapleton) - パリセード (Palisade) - レッドロック (Red Rock) - スーフォールズ (Sioux Falls) - スプリットロック (Split Rock) - スバードラップ (Sverdrup) - タオピ (Taopi) - バレースプリングス (Valley Springs) - ウォールレイク (Wall Lake) - ウェイン (Wayne) - ウェリントン (Wellington) |

### 幹線道路
- 州間高速道路29号線
- 州間高速道路90号線
- 州間高速道路229号線
- 州道11号線
- 州道19号線
- 州道38号線
- 州道42号線
- 州道115号線

### 隣接する郡
- ムーディ郡（北）
- ロック郡 (ミネソタ州)（東）
- ライアン郡 (アイオワ州)（南東）
- リンカーン郡（南）
- ターナー郡（南西）
- マクック郡（西）
- レイク郡（北西）

### 郡内の湖
| - ビーバー湖 (Beaver Lake) - バッファロー湖 (Buffalo Lake) - クリア湖 (Clear Lake) - コベル湖 (Covell Lake) - フェンスターマン湖 (Fenstrman Slough) - グラス湖 (Grass Lake) | - ロス湖 (Loss Lake) - ロスト湖 (Lost Lake) - レフェルト湖 (Rehfeldt Slough) - スコット湖 (Scott Lake) - ウォール湖 (Wall Lake) |

## 人口動静

2000年国勢調査時の郡の人口ピラミッド

2000年国勢調査によると、ミネハハ郡には148,281人、57,996世帯、及び37,581家族が暮らしている。人口密度は71/km2 (183/mi2) で、29/km2 (74/mi2) の平均的な密度に60,237軒の住居が建っている。この郡の人種の構成は白人93.03%、黒人（アフリカ系アメリカ人）1.51%、先住民1.85%、アジア系1.01%、太平洋諸島系0.05%、その他の人種1.04%、および混血1.51%で、2.15%の人々がヒスパニックまたはラテン系である。
ミネハハ郡に住む57,996世帯のうち、33.80%は18歳未満の子どもと暮らしており、51.80%は夫婦で生活している。9.50%は未婚の女性が世帯主であり、35.20%は家族以外の住人と同居している。27.80%は独居で、全世帯の8.60%は65歳以上の独居老人世帯である。1世帯あたりの平均人数は2.46人であり、家庭の場合は3.04人である。
郡の住民は26.20%が18歳未満の子どもで、18歳以上24歳以下が10.80%、25歳以上44歳以下が32.00%、45歳以上64歳以下が20.00%、および65歳以上が11.00%となっている。平均年齢は34歳である。女性100人に対して男性は98.10人いて、18歳以上の女性100人に対しては男性は95.40人いる。
郡の世帯ごとの平均収入は42,566米ドルで、家族ごとでは52,031米ドルである。男性の32,208米ドルに対して女性は24,691米ドルの平均的な収入がある。この郡の一人当たりの収入 (per capita income) は20,713米ドルである。総人口の7.50%、家族の5.00%は貧困線以下である。18歳未満の子どもの8.90%及び65歳以上の7.20%は貧困線以下の生活を送っている。

## 都市および町

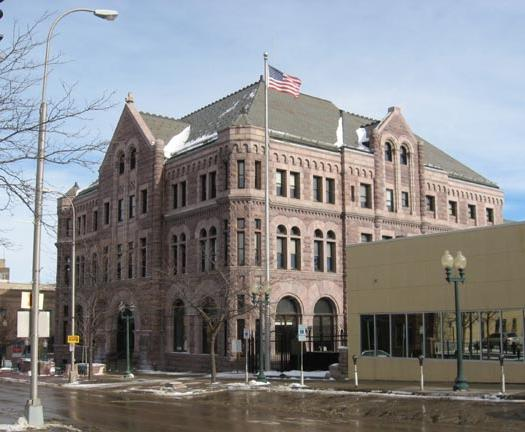
スーフォールズの連邦庁舎
（2009年）

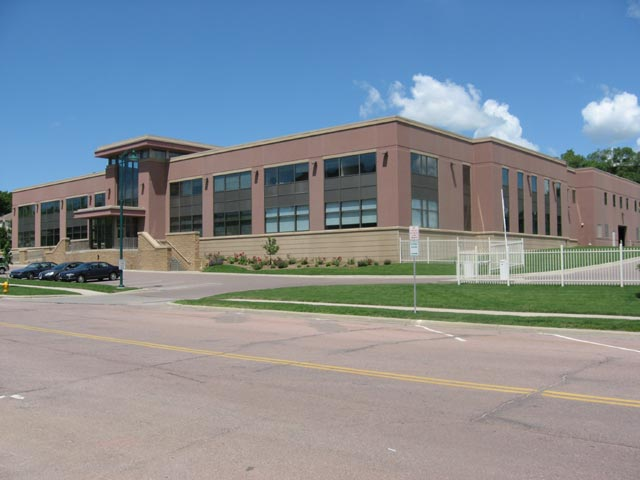
スーフォールズの警察署
（2009年）

- スーフォールズ[3]
- バルティック (en:Baltic, South Dakota)
- ブランドン (en:Brandon, South Dakota)
- コルトン (en:Colton, South Dakota)
- クルックス (en:Crooks, South Dakota)
- デルラピッズ (en:Dell Rapids, South Dakota)
- ギャレットソン (en:Garretson, South Dakota)
- ハートフォード (en:Hartford, South Dakota)
- ハンボルト (en:Humboldt, South Dakota)
- シャーマン (en:Sherman, South Dakota)
- バレースプリングス (en:Valley Springs, South Dakota)

## その他の場所
- ベンクレア (en:Benclare, South Dakota)
- ブージ (en:Booge, South Dakota)
- コーソン (en:Corson, South Dakota)
- エリス (en:Ellis, South Dakota)
- リオンズ (en:Lyons, South Dakota)
- ミッドウェイ (Midway)
- モアフィールド (en:Morefield, South Dakota)
- レナー (en:Renner, South Dakota)
- ロウィーナ (en:Rowena, South Dakota)

## 跡地になった町

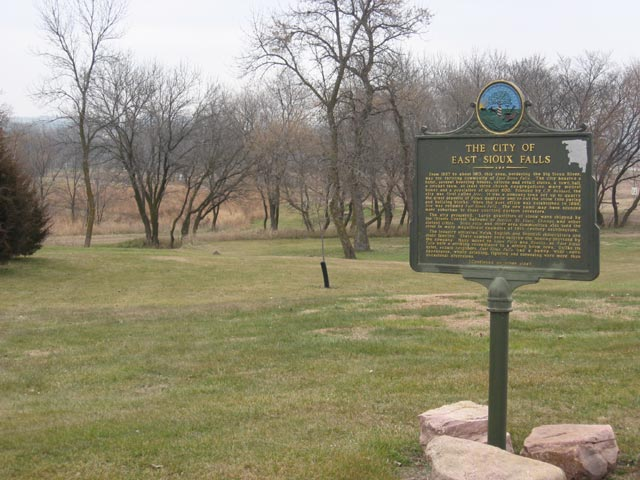
イーストスーフォールズの街の跡地
（2009年）

- イーストスーフォールズ (East Sioux Falls)
- イーミニジャ (Eminija)
- ハンティマー (Huntimer)
- サウススーフォールズ (en:South Sioux Falls, South Dakota)
- ウェストスーフォールズ (West Sioux Falls)
- ウィンガート (Wingert)